# 小行星85217
小行星85217（85217 Bilzingsleben）是一颗绕太阳运转的小行星，为主小行星带小行星。该小行星于1992年10月31日发现。
該小行星以德國圖林根的舊石器遺址比爾青斯萊本命名。

## 轨道参数
小行星85217的轨道半长轴为2.1979299 UA，离心率为0.207。